# Die Hundertjährige

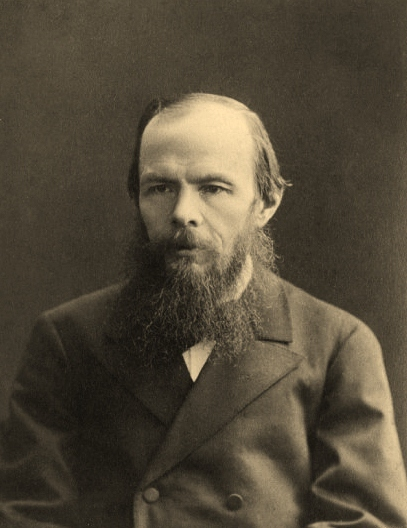
Dostojewski im Jahr 1879

Die Hundertjährige (russisch Столетняя Stoletnjaja) ist eine Kurzgeschichte von Fjodor Dostojewski, die im Märzheft 1876 der Sammlung Tagebuch eines Schriftstellers erschien.
Der Tod, wie er die Familie heimsucht, wird in einem einprägsamen Bilde dargestellt.

## Handlung
Mitten in der Stadt schleppt sich eine hundertvier Jahre alte Frau auf dem Wege zu ihren Angehörigen von Sitzgelegenheit zu Sitzgelegenheit. Sie will mit den Enkeln zu Mittag essen. Der Erzähler ist sich nicht sicher: Es könnten auch ihre Urenkel sein. Obwohl die Urgroßmutter keine Bettlerin ist, nimmt sie auf der Straße von einer Dame einen Groschen an.
Beim Mittagessen dann, im Kreise ihrer Kinder, wird die Urgroßmutter ganz blass und die Lippen kalkweiß. Sie schaut auf ihre Lieben, „aber seltsam verschwommen“. Als die Frau bei Tisch stirbt, hält sie in der einen Hand den Groschen und den freien Arm hat sie um die Schulter eines ihrer Urenkel gelegt. Ihre letzten Worte sind: „Ich dachte mir... für den Groschen... den Kindern Pfefferkuchen...“

## Deutschsprachige Ausgaben
- Eleonore Gerstengarbe (Hrsg.): Jeder Mensch hat seine Zeit. Kleines Lesebuch (enthält: Michael Ende: Motto. Johnson Gnanabaranam: Im Urwald. Ein Bündel Heu. Heinz Czechowski: Besuch bei Claire Goll. Fjodor Dostojewski: Die Hundertjährige. Stefan Zweig: Heroischer Augenblick. Georg Friedrich Händels Auferstehung. Theodor Fontane: Vierzig Jahre später. Herr von Ribbeck auf Ribbeck im Havelland. Stefan Heym: Clown Theobald. Johannes Bobrowski: De homine publico tractatus. Klaus-Peter Hertzsch: Die Geschichte von Jona und der schönen Stadt Ninive. Die Geschichte von Daniel und den Löwen in der Grube. Jochen Klepper: Der du die Zeit in Händen hast. Hanns Cibulka: Swantow – Die Aufzeichnungen des Andreas Flemming. Eva Strittmatter: Schneelicht). 112 Seiten. Evangelische Verlagsanstalt, Berlin 1989, ISBN 3-374-00796-1

### Verwendete Ausgabe
- Die Hundertjährige. Deutsch von Werner Creutziger.[4] S. 260–266 in: Fjodor Dostojewski: Der Traum eines lächerlichen Menschen. Kleine Prosa. Nachwort: Ralf Schröder. (Enthält noch: Aufzeichnungen aus dem Untergrund. Das Krokodil. Bobok. Der Junge beim Herrn Jesus zur Weihnacht.  Die Sanfte. Der Traum eines lächerlichen Menschen). 349 Seiten, RUB Bd. 600 (2. Aufl.), Reclam, Leipzig 1985